# Seznam ameriških alpinistov
Seznam ameriških alpinistov.

## A
Ansel Adams - 

## B
David R. Brower - 

## H
John Harlin (alpinist) - Tom Hornbein - Hudson Stuck - 

## K
Jon Krakauer - 

## M
John Muir - 

## P
Charles Christopher Parry - Annie Smith Peck - 

## R
Rick Ridgeway

## W
Jim Whittaker - Lou Whittaker - 